# Chad Michael Murray
Chad Michael Murray (født 24. august 1981 i Buffalo, New York, USA) er en amerikansk model og skuespiller. Han har bl.a. medvirket i tv-serien One Tree Hill, hvor han spillede Lucas. Han voksede op i en stor familie med tre brødre, en halv-bror og en søster. Han er også med i serien Gilmore Girls, hvor han spiller Tristan som går på Chilton sammen med Rory. Før One Tree Hill havde han en rolle i Dawson's Creek, hvor han spillede en af Jen Lindleys elskere.
Allerede som 4-5-årig lagde han ud med at optræde med sang, dans og teater for hans relativ store familie, sammen med sine tre brødre og sin halvbror og søster.
Han blev gift den 16. april 2005 med skuespilleren Sophia Bush, der også spiller med i One Tree Hill. Men fem måneder senere blev de separeret. Den 4. april 2006 blev han forlovet med Kenzie Dalton, der var en statist på tv-serien One Tree Hill.
Han blev gift med Sarah Roemer i januar 2015. De har sammen fået en søn i maj 2015, og en datter i marts 2017.

## Filmografi
| År        | Titel                                            |
| 2010      | Christmas Cubid                                  |
| --------- | ------------------------------------------------ |
| 2013      | The Haunting in Connecticut 2: Ghosts of Georgia |
| 2006      | Home of the Brave                                |
| 2005      | House of Wax                                     |
| 2004      | A Cinderella Story                               |
| 2003      | Freaky Friday                                    |
| 2003      | The Lone Ranger                                  |
| 2003-2009 | One Tree Hill                                    |
| 2001      | Megiddo: The Omega Code 2                        |
| 2001      | Murphy's Dozen                                   |
| 2001      | Aftermath                                        |
| 1998-2003 | Dawson's Creek                                   |